# Stockholms läns valkrets
Stockholms läns valkrets vid val till den svenska riksdagen omfattar sedan införandet av enkammarriksdagen hela Stockholms län med undantag för Stockholms kommun, som utgör en egen valkrets. 

## Mandatantal
I det första valet till enkammarriksdagen 1970 hade valkretsen 24 fasta mandat och 4 utjämningsmandat. Antalet mandat har sedan ökat gradvis till 27 fasta mandat och 5 utjämningsmandat 1973, 28 fasta mandat och 5 utjämningsmandat 1976, 29 fasta mandat och 4 utjämningsmandat 1979, 30 fasta mandat och 4 utjämningsmandat 1982, 31 fasta mandat och 5 utjämningsmandat 1985, 32 fasta mandat och 5 utjämningsmandat 1988 och 1991 samt 33 fasta mandat och 3 utjämningsmandat 1994. Vid riksdagsvalet 2006 hade Stockholms läns valkrets 36 fasta mandat och får valet 2010 37 fasta mandat.
| 1970 | 1973 | 1976 | 1979 | 1982 | 1985 | 1988 | 1991 | 1994 | 1998 | 2002 | 2006 | 2010 | 2014 | 2018 |
| ---- | ---- | ---- | ---- | ---- | ---- | ---- | ---- | ---- | ---- | ---- | ---- | ---- | ---- | ---- |
| 24   | 27   | 28   | 29   | 30   | 31   | 32   | 32   | 33   | 34   | 35   | 36   | 37   | 38   | 39   |

## Valresultat i valkretsen
| Andrakammarvalen 1921-1968 (%) | Andrakammarvalen 1921-1968 (%) | Andrakammarvalen 1921-1968 (%) | Andrakammarvalen 1921-1968 (%) | Andrakammarvalen 1921-1968 (%) | Andrakammarvalen 1921-1968 (%) | Andrakammarvalen 1921-1968 (%) | Andrakammarvalen 1921-1968 (%) | Andrakammarvalen 1921-1968 (%) | Andrakammarvalen 1921-1968 (%) | Andrakammarvalen 1921-1968 (%) | Andrakammarvalen 1921-1968 (%) |
| Valår                          | H                              | B                              | LRP                            | FFP                            | L/F                            | KDS                            | S                              | VPK                            | SP/H                           | ÖVR                            | Valdeltagande                  |
| ------------------------------ | ------------------------------ | ------------------------------ | ------------------------------ | ------------------------------ | ------------------------------ | ------------------------------ | ------------------------------ | ------------------------------ | ------------------------------ | ------------------------------ | ------------------------------ |
| Valår                          |                                |                                |                                |                                |                                |                                |                                |                                |                                | ÖVR                            | Valdeltagande                  |
| 1921                           | 26,5                           | 5,7                            | -                              | -                              | 13,6                           | -                              | 47,7                           | 6,5                            | -                              | 0,0                            | 49,7%                          |
| 1924                           | 24,9                           | 9,7                            | 4,8                            | 8,5                            | -                              | -                              | 46,1                           | 5,0                            | 1,0                            | 0,0                            | 52,0%                          |
| 1928                           | 29,5                           | 9,8                            | 2,9                            | 9,0                            | -                              | -                              | 39,3                           | 9,5                            | -                              | 0,0                            | 66,4%                          |
| 1932                           | 23,2                           | 10,5                           | 1,9                            | 6,6                            | -                              | -                              | 45,7                           | 1,2                            | 10,1                           | 0,9                            | 67,7%                          |
| 1936                           | 18,0                           | 9,6                            | -                              | -                              | 13,1                           | -                              | 46,8                           | 2,1                            | 9,2                            | 1,2                            | 74,7%                          |
| 1940                           | 18,2                           | 6,8                            | -                              | -                              | 13,2                           | -                              | 56,2                           | 3,3                            | 2,3                            | 0,0                            | 69,9%                          |
| 1944                           | 16,0                           | 8,0                            | -                              | -                              | 14,5                           | -                              | 48,8                           | 12,1                           | -                              | 0,6                            | 72,2%                          |
| 1948                           | 12,2                           | 7,0                            | -                              | -                              | 27,7                           | -                              | 45,0                           | 8,0                            | -                              | 0,1                            | 82,9%                          |
| 1952                           | 15,6                           | 5,3                            | -                              | -                              | 29,7                           | -                              | 44,4                           | 5,0                            | -                              | 0,0                            | 80,6%                          |
| 1956                           | 19,4                           | 4,5                            | -                              | -                              | 28,2                           | -                              | 42,3                           | 5,6                            | -                              | 0,0                            | 81,4%                          |
| 1958                           | 23,3                           | 7,2                            | -                              | -                              | 19,6                           | -                              | 45,5                           | 4,4                            | -                              | 0,0                            | 78,0%                          |
| 1960                           | 21,2                           | 8,4                            | -                              | -                              | 19,8                           | -                              | 45,6                           | 4,9                            | -                              | 0,1                            | 87,1%                          |
| 1964                           | 18,6                           | 8,0                            | -                              | -                              | 21,1                           | 1,9                            | 45,0                           | 5,4                            | -                              | 0,0                            | 84,8%                          |
| 1968                           | 17,6                           | 11,6                           | -                              | -                              | 19,2                           | 1,0                            | 47,2                           | 3,3                            | -                              | 0,0                            | 90,2%                          |

| Riksdagsvalen 1970- (%) | Riksdagsvalen 1970- (%) | Riksdagsvalen 1970- (%) | Riksdagsvalen 1970- (%) | Riksdagsvalen 1970- (%) | Riksdagsvalen 1970- (%) | Riksdagsvalen 1970- (%) | Riksdagsvalen 1970- (%) | Riksdagsvalen 1970- (%) | Riksdagsvalen 1970- (%) | Riksdagsvalen 1970- (%) | Riksdagsvalen 1970- (%) |
| Valår                   | M                       | C                       | L                       | KD                      | S                       | V                       | MP                      | SD                      | ÖVR                     | NyD                     | Valdeltagande           |
| ----------------------- | ----------------------- | ----------------------- | ----------------------- | ----------------------- | ----------------------- | ----------------------- | ----------------------- | ----------------------- | ----------------------- | ----------------------- | ----------------------- |
| Valår                   |                         |                         |                         |                         |                         |                         |                         |                         | ÖVR                     |                         | Valdeltagande           |
| 1970                    | 15,2                    | 15,8                    | 19,7                    | 1,1                     | 42,2                    | 5,3                     | -                       | -                       | 0,7                     |                         | 89,2%                   |
| 1973                    | 20,3                    | 22,2                    | 10,4                    | 1,0                     | 38,5                    | 6,8                     | -                       | -                       | 0,8                     | -                       | 91,7%                   |
| 1976                    | 22,3                    | 19,4                    | 13,4                    | 0,7                     | 37,3                    | 6,2                     | -                       | -                       | 0,6                     | -                       | 92,6%                   |
| 1979                    | 28,3                    | 13,2                    | 12,0                    | 0,8                     | 37,8                    | 7,2                     | -                       | -                       | 0,7                     | -                       | 91,2%                   |
| 1982                    | 33,8                    | 10,2                    | 5,9                     | 1,1                     | 39,9                    | 6,6                     | 2,2                     | -                       | 0,3                     | -                       | 92,1%                   |
| 1985                    | 30,7                    | 5,8                     | 17,2                    | (C)                     | 38,3                    | 5,9                     | 1,6                     | -                       | 0,6                     | -                       | 90,5%                   |
| 1988                    | 27,4                    | 6,3                     | 16,0                    | 1,8                     | 35,4                    | 6,4                     | 6,0                     | 0,7                     | 0,7                     | -                       | 86,3%                   |
| 1991                    | 32,1                    | 4,2                     | 12,0                    | 5,1                     | 29,9                    | 4,1                     | 3,9                     | 0,5                     | 0,5                     | 8,1                     | 87,6%                   |
| 1994                    | 32,5                    | 4,2                     | 9,4                     | 3,4                     | 37,6                    | 5,4                     | 5,0                     | 0,9                     | 0,9                     | 1,4                     | 87,3%                   |
| 1998                    | 33,8                    | 2,5                     | 6,0                     | 11,1                    | 30,6                    | 9,2                     | 4,4                     | 2,4                     | 2,4                     | 2,4                     | 82,1%                   |
| 2002                    | 22,4                    | 2,7                     | 18,4                    | 8,9                     | 33,4                    | 7,0                     | 4,8                     | 1,0                     | 1,2                     | -                       | 81,1%                   |
| 2006                    | 38,4                    | 5,3                     | 9,2                     | 6,7                     | 26,2                    | 4,7                     | 5,5                     | 1,9                     | 2,2                     | -                       | 82,9%                   |
| 2010                    | 40,0                    | 5,8                     | 8,3                     | 6,3                     | 22,2                    | 4,4                     | 7,5                     | 4,2                     | 1,4                     | -                       | 85,0%                   |
| 2014                    | 32,7                    | 5,1                     | 7,0                     | 5,3                     | 24,0                    | 4,7                     | 7,8                     | 9,7                     | 3,7                     | -                       | 85,5%                   |
| 2018                    | 26,0                    | 8,6                     | 6,9                     | 7,0                     | 23,1                    | 6,9                     | 4,8                     | 15,2                    | 1,5                     | -                       | 86,6%                   |

Nedanstående tabell visar valresultatet i Stockholms läns valkrets i 2022 års riksdagsval.
| Parti                  | Parti                    | Röster  | Röster | Röster | Mandatfördelning | Mandatfördelning |
| Parti                  | Parti                    | Antal   | %      | +− %   | Antal            | +−               |
| ---------------------- | ------------------------ | ------- | ------ | ------ | ---------------- | ---------------- |
|                        | Socialdemokraterna       | 223 056 | 27,12  | +4,06  | 11               | +1               |
|                        | Moderata samlingspartiet | 197 466 | 24,01  | -2,00  | 10               | -1               |
|                        | Sverigedemokraterna      | 144 315 | 17,55  | +2,31  | 8                | +1               |
|                        | Centerpartiet            | 60 776  | 7,39   | -1,17  | 3                | -                |
|                        | Vänsterpartiet           | 51 623  | 6,28   | +0,65  | 3                | -                |
|                        | Folkpartiet liberalerna  | 48 949  | 5,95   | -0,99  | 3                | -                |
|                        | Miljöpartiet de gröna    | 42 284  | 5,14   | +0,35  | 3                | -                |
|                        | Kristdemokraterna        | 40 207  | 4,89   | -2,09  | 2                | -1               |
|                        | Övriga                   | 13 836  | 1,68   | -0,18  | —                | —                |
| Antal giltiga röster   | Antal giltiga röster     | 822 512 |        |        |                  |                  |
| Blanka ogiltiga röster | Blanka ogiltiga röster   | 6 746   |        |        |                  |                  |
| Övriga ogiltiga röster | Övriga ogiltiga röster   | 949     |        |        |                  |                  |
| Totalt                 | Totalt                   | 830 207 |        |        |                  |                  |

Antalet röstberättigade inför valet utgjorde 1 006 456.

## Riksdagsledamöter under enkammarriksdagen (listan ej komplett)

### 1971–1973
- Staffan Burenstam Linder, m
- Britt Mogård, m
- Alf Wennerfors, m
- Allan Åkerlind, m
- Erik Grebäck, c
- Elvy Olsson, c
- Per Olof Sundman, c
- Karin Söder, c
- Ingemar Mundebo, fp
- Cecilia Nettelbrandt, fp
- Sören Norrby, fp
- Gabriel Romanus, fp
- Karl-Erik Strömberg, fp
- David Wirmark, fp
- Lennart Andersson, s
- Lilly Bergander, s
- Ingvar Carlsson, s
- Arne Geijer, s
- Lars Gustafsson, s
- Anna-Lisa Lewén-Eliasson, s
- Essen Lindahl, s
- Ivar Nordberg, s
- Sture Palm, s
- Thage G. Peterson, s
- Krister Wickman, s (1971–19/11 1973)
  - Carl-Eric Lundgren, s (20/11–31/12 1973)
- Åke Wictorsson, s
- Bror Engström, vpk (1971–13/10 1972)
  - Tore Claeson, vpk (13/10 1972–1973)
- Lars Werner, vpk

### 1974–1975/76
- Staffan Burenstam Linder, m
- Georg Danell, m
- Britt Mogård, m
- Bertil af Ugglas, m
- Alf Wennerfors, m
- Allan Åkerlind, m
  - Birgitta Rydle, m (ersättare 1/11–10/12 1974)
- Elis Andersson, c
- Pär Granstedt, c
- Erik Johansson, c
- Elvy Olsson, c
- Karin Söder, c
- Per Olof Sundman, c
  - Stina Andersson, c (ersättare 15/10–13/12 1975)
- Ingemar Mundebo, fp
- Cecilia Nettelbrandt, fp
  - Sören Norrby, fp (ersättare för Cecilia Nettelbrandt 11/11–13/12 1975)
- Gabriel Romanus, fp
- Karl-Erik Strömberg, fp
- Lennart Andersson, s
- Lilly Bergander, s
- Ingvar Carlsson, s (statsråd under mandatperioden)
- Arne Geijer, s
- Lars Gustafsson, s
- Anna-Greta Leijon, s (statsråd under mandatperioden)
- Anna-Lisa Lewén-Eliasson, s
- Essen Lindahl, s
- Ivar Nordberg, s
- Sture Palm, s
- Thage G. Peterson, s (statsråd 1/11 1975–3/10 1976)
- Åke Wictorsson, s
  - Kerstin Jordan, s (ersättare 15/2 1974–1975/76)
  - Sören Lekberg, s (ersättare 11/11 1975–3/10 1976)
  - Carl-Eric Lundgren, s (ersättare 15/2 1974–1975/76)
- Tore Claeson, vpk
- Inga Lantz, vpk
- Lars Werner, vpk

### 1976/77–1978/79
- Gunnar Biörck, m
- Staffan Burenstam Linder, m (statsråd 8/10 1976–18/10 1978)
- Georg Danell, m (statssekreterare 1978–1979)
- Britt Mogård, m (statsråd 8/10 1976–18/10 1978)
- Bertil af Ugglas, m (1976/77)
  - Birgitta Rydle, m (1977/78–1978/79)
- Alf Wennerfors, m
- Allan Åkerlind, m
  - Yvonne Hedvall, m (ersättare 11/10 1976–31/12 1978)
  - Yvonne Hedvall, m (ersättare 10/1–18/2 1979)
  - Gunnel Liljegren, m (ersättare 1/4–18/10 1978)
  - Lars Ljungberg, m (ersättare 10/11–11/12 1976)
  - Lars Ljungberg, m (ersättare 1977/78–18/10 1978)
  - Birgitta Rydle, m (ersättare 11/10 1976–3/10 1977)
- Elis Andersson, c
- Pär Granstedt, c
- Erik Johansson, c
- Elvy Olsson, c (statsråd 8/10 1976–18/10 1978)
- Per Olof Sundman, c
- Karin Söder, c (statsråd 8/10 1976–18/10 1978)
  - Stina Andersson, c (ersättare 11/10 1976–1978/79)
  - Rolf Örjes, c (ersättare 11/10 1976–18/10 1978)
- Kerstin Anér, fp
  - Ylva Annerstedt, fp (ersättare för Kerstin Anér 15/1–2/10 1978)
- Ingemar Mundebo, fp (statsråd 8/10 1976–1978/79)
  - David Wirmark, fp (ersättare för Ingemar Mundebo 11/10 1976–1978/79)
- Gabriel Romanus, fp (statsråd 18/10 1978–30/9 1979)
  - Marianne Lundqvist, fp (sättare 18/10 1978–29/4 1979)
    - Britta Gunnarsson, fp (ersättare 30/4–9/6 1979)
      - Marianne Lundqvist, fp (ersättare 10/6–30/9 1979)
- Karl-Erik Strömberg, fp
  - Britta Gunnarsson, fp (ersättare 7/11–20/12 1978)
- Daniel Tarschys, fp
  - Marianne Lundqvist, fp (ersättare för Daniel Tarschys 25/4–5/6 1977)
    - Ylva Annerstedt, fp (ersättare 6/11 1978–30/9 1979)
- Lennart Andersson, s
- Lilly Bergander, s
- Ingvar Carlsson, s (statsråd 4–8/10 1976)
- Lars Gustafsson, s
- Anna-Greta Leijon, s (statsråd 4–8/10 1976)
- Anna-Lisa Lewén-Eliasson, s
- Essen Lindahl, s
- Gunnar Nilsson, s
- Ivar Nordberg, s
- Sture Palm, s
- Thage G. Peterson, s (statsråd 4–8/10 1976)
- Åke Wictorsson, s
  - Sören Lekberg, s (ersättare 4–7/10 1976)
  - Carl-Eric Lundgren, s (ersättare 4–7/10 1976)
  - Margareta Palmqvist, s (ersättare 4–7/10 1976)
- Tore Claeson, vpk
- Inga Lantz, vpk
- Lars Werner, vpk

### 1979/80–1981/82
- Knut Billing, m
- Gunnar Biörck, m
- Staffan Burenstam Linder, m (statsråd 12/10 1979–5/5 1981)
- Georg Danell, m (1979/80–31/10 1981; statsråd 12/10 1979–5/5 1981)
  - Görel Bohlin, m (1/11 1981–3/10 1982)
- Gunnel Liljegren, m
- Britt Mogård, m (statsråd 12/10 1979–5/5 1981)
- Birgitta Rydle, m
- Alf Wennerfors, m
- Allan Åkerlind, m
  - Görel Bohlin, m (ersättare 12/10 1979–8/6 1981)
  - Allan Ekström, m (ersättare 12/10 1979–8/6 1981)
  - Allan Ekström, m (ersättare 12/11–17/12 1981)
  - Allan Ekström, m (ersättare 1/2–3/4 1982)
  - Allan Ekström, m (ersättare 14/4–4/6 1982)
  - Jan-Eric Virgin, m (ersättare 12/10 1979–5/5 1981)
- Elis Andersson, c
- Pär Granstedt, c
- Elvy Olsson, c (1979/80–9/11 1980)
  - Stina Andersson, c (10/11 1980–1981/82)
- Karin Söder, c, (statsråd 12/10 1979–1981/82)
  - Stina Andersson, c (ersättare 12/10 1979–9/11 1980)
  - Bengt Sjönell, c (ersättare 12/10 1979–1981/82)
  - Annika Öhrström, c (ersättare 1/1 1981–1981/82)
  - Jan Björinge, c (ersättare 12/11–31/12 1981)
- Kerstin Anér, fp (statssekreterare 1979–1980)
- Ingemar Mundebo, fp (1979/80–urtima riksmötet 1980; statsråd under samma tid)
- Gabriel Romanus, fp (statsråd 1–12/10 1979)
- Marianne Wahlberg, fp (statsråd 1–12/10 1979; statssekreterare 1980–1982)
  - Daniel Tarschys, fp (1980/81–1981/82)
  - Ylva Annerstedt, fp (ersättare 1–12/10 1979)
  - Ylva Annerstedt, fp (ersättare 1980/81)
  - Ylva Annerstedt, fp (ersättare 1/1–3/10 1982)
  - Lars Leijonborg, fp (ersättare 1–12/10 1979)
  - Lars Leijonborg, fp (ersättare 10/5–3/10 1982)
  - Sören Norrby, fp (ersättare 13/5–3/10 1982)
  - Daniel Tarschys, fp (ersättare 1979/80)
- Lennart Andersson, s
- Lilly Bergander, s
- Ingvar Carlsson, s
- Lars Gustafsson, s
- Anita Johansson, s
- Anna-Greta Leijon, s
- Essen Lindahl, s
- Gunnar Nilsson, s
- Ivar Nordberg, s
- Sture Palm, s
- Margareta Palmqvist, s
- Thage G. Peterson, s
- Åke Wictorsson, s
  - Sylvia Pettersson, s (ersättare 1–30/11 1979)
  - Sylvia Pettersson, s (ersättare 8/4–7/50 1980)
- Tore Claeson, vpk
- Inga Lantz, vpk
- Lars Werner, vpk
  - Ulf Silvertun, vpk (ersättare 23/2–28/3 1981)

### 1982/83–1984/85
- Knut Billing, m
- Gunnar Biörck, m
- Görel Bohlin, m
- Staffan Burenstam Linder, m
- Allan Ekström, m
- Gunnar Hökmark, m
- Gunnel Liljegren, m
- Britt Mogård, m (4/10 1982–31/1 1983)
  - Lena Wallgren, m (1/2–5/4 1983)
    - Inger Koch, m (7/4 1983–1984/85)
- Birgitta Rydle, m
- Alf Wennerfors, m
- Jan-Eric Virgin, m
- Allan Åkerlind, m
  - Inger Koch, m (ersättare 1/3–6/4 1983)
  - Ulla Voss-Schrader, m (ersättare 22/3–31/5 1983)
  - Ulla Voss-Schrader, m (ersättare 4/10 1983–29/2 1984)
- Elis Andersson, c
- Pär Granstedt, c
- Karin Söder, c (statsråd 4–8/10 1982)
  - Stina Andersson, c (ersättare 4–8/10 1982)
  - Stina Andersson, c (ersättare 21/11–20/12 1983)
- Kerstin Anér, fp
- Ingemar Eliasson, fp (statsråd 4–8/10 1982)
  - Daniel Tarschys, fp (ersättare 4–8/10 1982)
- Lennart Andersson, s
- Lilly Bergander, s
- Ingvar Carlsson, s (statsråd 8/10 1982–1984/85)
- Lars Gustafsson, s
- Anita Johansson, s
- Anna-Greta Leijon, s (statsråd 8/10 1982–1984/85)
- Gunnar Nilsson, s
- Ivar Nordberg, s
- Sture Palm, s
- Margareta Palmqvist, s
- Thage G. Peterson, s (statsråd 8/10 1982–1984/85)
- Mona Sahlin, s
- Aina Westin, s
- Åke Wictorsson, s (4/10 1982–28/2 1983)
  - Sören Lekberg, s (1/3 1983–1984/85)
  - Björn Ericson, s (ersättare 6/4–3/10 1983)
  - Björn Ericson, s (ersättare 22/4–31/5 1985)
  - Hans Göran Franck, s (ersättare 8/10 1982–1984/85)
  - Sören Lekberg, s (ersättare 8/10 1982–28/2 1983)
  - Ulf Lönnqvist, s (ersättare 8/10 1982–1984/85)
  - Sylvia Pettersson, s (ersättare 1/3 1983–1984/85)
- Tore Claeson, vpk
- Inga Lantz, vpk
- Lars Werner, vpk

### 1985/86–1987/88
- Knut Billing, m
- Gunnar Biörck, m (1985/86–1986/87)
  - Inger Koch, m (1987/88)
- Görel Bohlin, m
- Staffan Burenstam Linder, m (30/9 1985–9/4 1986)
  - Ingela Gardner (från 1988 Gardner Sundström), m (10/4 1986–1987/88)
- Allan Ekström, m
- Gunnar Hökmark, m
- Gunnel Liljegren, m
- Birgitta Rydle, m
- Jan Sandberg, m
- Alf Wennerfors, m
- Allan Åkerlind, m (30/9 1985–7/4 1986)
  - Jerry Martinger, m (1/1 1986–1987/88)
  - Ingela Gardner, m (ersättare 10/1–9/4 1986)
- Pär Granstedt, c
- Karin Söder, c
  - Elis Andersson, c (ersättare 12/1–15/3 1987)
- Ylva Annerstedt, fp
  - Sven H. Salén, fp (ersättare för Ylva Annerstedt 8/4–7/5 1988)
- Ingemar Eliasson, fp
- Lars Leijonborg, fp
- Daniel Tarschys, fp
- Bengt Westerberg, fp
- Anne Wibble, fp
  - Maria Arnholm, fp (ersättare 16/10–15/11 1987)
- Lennart Andersson, s
- Ingvar Carlsson, s (statsråd under mandatperioden; statsminister 13/3 1986–1987/88)
- Hans Göran Franck, s
- Lars Gustafsson, s
- Anita Johansson, s
- Anna-Greta Leijon, s (statsråd 1985/86–7/6 1988)
- Sören Lekberg, s
- Ulf Lönnqvist, s (statsråd 10/10 1986–1987/88)
- Ivar Nordberg, s
- Margareta Palmqvist, s
- Thage G. Peterson, s (statsråd 1985/86–30/9 1988)
- Sylvia Pettersson, s
- Mona Sahlin, s
- Aina Westin, s
  - Hans-Eric Andersson, s (ersättare under mandatperioden)
  - Björn Ericson, s (ersättare 1986/87–1987/88)
  - Eva Johansson, s (ersättare under mandatperioden)
  - Christina Pettersson, s (ersättare 10/10 1986–30/4 1987)
  - Christina Pettersson, s (ersättare 1/2–30/5 1988)
  - Åke Wictorsson, s (ersättare under mandatperioden)
- Tore Claeson, vpk
- Inga Lantz, vpk
- Tommy Franzén, vpk

### 1988/89–1990/91
- Knut Billing, m
- Görel Bohlin, m
- Allan Ekström, m
- Gunnar Hökmark, m
- Inger Koch, m
- Jerry Martinger, m
- Jan Sandberg, m
- Ingela Gardner Sundström, m (3/10 1988–10/1 1989)
  - Birgitta Rydle, m (11/1 1989–1990/91)
- Lars Tobisson, m
- Alf Wennerfors, m
- Olof Johansson, c
- Karin Söder, c
- Ylva Annerstedt, fp
- Ingemar Eliasson, fp (1988/89–1989/90)
  - Sören Norrby, fp (ersättare för Ingemar Eliasson 12/11–11/12 1988)
  - Sören Norrby, fp (ersättare för Ingemar Eliasson 10/11–10/12 1989)
  - Sören Norrby, fp (1990/91)
- Lars Leijonborg, fp
- Daniel Tarschys, fp
- Bengt Westerberg, fp
- Anne Wibble, fp
- Per Gahrton, mp
- Eva Goës, mp
- Anna Horn af Rantzien, mp
  - Karin Thomé, mp (ersättare 14/10–14/11 1989)
- Lennart Andersson, s
- Ingvar Carlsson, s (statsminister under mandatperioden)
- Hans Göran Franck, s
- Anita Johansson, s
- Eva Johansson, s
- Anna-Greta Leijon, s (1988/89–1989/90)
- Sören Lekberg, s
- Ulf Lönnqvist, s (statsråd under mandatperioden)
- Ivar Nordberg, s (1988/89–1/6 1990; statsråd 4/10 1988–11/1 1990)
- Thage G. Peterson, s (talman under mandatperioden)
- Mona Sahlin, s (statsråd 12/1 1990–1990/91)
- Ingela Thalén, s (statsråd under mandatperioden)
- Aina Westin, s
  - Lars Gustafsson, s (1990/91)
  - Sylvia Pettersson, s (1990/91)
  - Björn Ericson, s (ersättare 5/10 1988–1990/91)
  - Dag Ericson, s (ersättare 1990/91)
  - Lars Gustafsson, s (ersättare 1988/89–1989/90)
  - Christina Pettersson, s (ersättare under mandatperioden)
  - Sylvia Pettersson, s (ersättare 1988/89–1989/90)
  - Ines Uusmann, s (ersättare 16/1–2/10 1989)
  - Ines Uusmann, s (ersättare 18/4 1990–1990/91)
  - Åke Wictorsson, s (ersättare under mandatperioden)
- Gudrun Schyman, vpk/v
- Jan Strömdahl, vpk/v
- Annika Åhnberg, vpk/v

### 1991/92–1993/94
- Knut Billing, m
- Görel Bohlin, m (30/9 1991–10/1 1992)
  - Lars Biörck, m (11/1 1992–1993/94)
- Chris Heister, m
- Gunnar Hökmark, m
- Inger Koch, m
- Göran Lennmarker, m
- Jerry Martinger, m
- Fredrik Reinfeldt, m
- Stig Rindborg, m
- Jan Sandberg, m
- Lars Tobisson, m
- Alf Wennerfors, m
- Lennart Daléus, c
- Pär Granstedt, c
- Inger Davidson, kds (statsråd 4/10 1991–1993/94)
- Mats Odell, kds (statsråd 4/10 1991–1993/94)
  - Ingvar Svensson, kds (ersättare 5/10 1991–1993/94)
  - Margareta Viklund, kds (ersättare 5/10 1991–1993/94)
- Ylva Annerstedt, fp
- Lars Leijonborg, fp
- Daniel Tarschys, fp
- Bengt Westerberg, fp (statsråd 4/10 1991–1993/94)
  - Sören Norrby, fp (ersättare för Bengt Westerberg 5–8/10 1991)
    - Carl B. Hamilton, fp (ersättare för Bengt Westerberg 9/10 1991–20/10 1993)
      - Sören Norrby, fp (ersättare för Bengt Westerberg 21/10 1993–2/10 1994)
- Anne Wibble, fp (statsråd 4/10 1991–1993/94)
  - Karin Pilsäter, fp (ersättare för Anne Wibble 5/10 1991–7/3 1993)
    - Sören Norrby, fp (ersättare för Anne Wibble 8/3–9/5 1993)
      - Karin Pilsäter, fp (statsrådsersättare för Anne Wibble 10/5 1993–1993/94)
        - Lars Bergstig, fp (statsrådsersättare för Anne Wibble 20 juni–2 oktober 1994)
- John Bouvin, nyd
- Harriet Colliander, nyd
- Ian Wachtmeister, nyd (1991/92–10/6 1994)
  - Vivianne Franzén, nyd (18/12 1993–2/10 1994)
- Ingvar Carlsson, s (statsminister 30/9–4/10 1991)
  - Björn Ericson, s (ersättare för Ingvar Carlsson 30/9–4/10 1991)
- Hans Göran Franck, s
- Anita Johansson, s
- Eva Johansson, s
- Sören Lekberg, s
- Ulf Lönnqvist, s (1991/92; statsråd 30/9–4/10 1991)
  - Åke Wictorsson, s (ersättare för Ulf Lönnqvist 30/9–4/10 1991)
    - Björn Ericson, s (1992/93–1993/94)
- Thage G. Peterson, s
- Mona Sahlin, s (statsråd 30/9–4/10 1991)
  - Christina Pettersson, s (ersättare för Mona Sahlin 30/9–4/10 1991)
- Pierre Schori, s
- Ingela Thalén, s (statsråd 30/9–4/10 1991)
  - Tommy Waidelich, s (ersättare för Ingela Thalén 30/9–4/10 1991)
- Ines Uusmann, s
- Gudrun Schyman, v
- Annika Åhnberg, v 1991/92–13/10 1992, - 14/10 1992–1993/94

### 1994/95–1997/98
- Knut Billing, m
- Chris Heister, m
- Gunnar Hökmark, m
- Inger Koch, m
- Göran Lennmarker, m
- Jerry Martinger, m
- Margareta E. Nordenvall, m (3/10 1994–21/9 1997)
  - Catharina Elmsäter-Svärd, m (ersättare för Fredrik Reinfeldt 1/3–31/3 1996, ordinarie ledamot från 22/9 1997)
- Fredrik Reinfeldt, m
- Stig Rindborg, m
- Jan Sandberg, m (3/10 1994–3/10 1995)
  - Marietta de Pourbaix-Lundin, m (ledamot från 4/10 1995)
- Lars Tobisson, m
- Andreas Carlgren, c
- Lennart Daléus, c
- Lars Leijonborg, fp
- Bengt Westerberg, fp (3/10–31/12 1994; statsråd 3–7/10 1994)
  - Karin Pilsäter, fp (ersättare för Bengt Westerberg 3–7/10 1994, ordinarie ledamot från 1/1 1995)
- Anne Wibble, fp (1994/95–1/12 1997; statsråd 3–7/10 1994)
  - Carl B. Hamilton, fp (ersättare för Anne Wibble 3–7/10 1994, ordinarie ledamot från 1/12 1997)
- Inger Davidson, kds/kd (statsråd 3–7/10 1994)
  - Ingvar Svensson, kds (ersättare för Inger Davidson 3–7/10 1994)
- Mats Odell, kds/kd (statsråd 3–7/10 1994)
  - Kalle Sandell, kds (ersättare för Mats Odell 3–7/10 1994)
- Gudrun Lindvall, mp
- Marianne Samuelsson, mp
- Ingvar Carlsson, s (1994/95–22/3 1996; statsminister 7/10 1994–22/3 1996)
  - Eva Arvidsson, s (statsrådsersättare för Ingela Thalén 8/10 1994–9/10 1995, för Ingvar Carlsson 10/10 1995–22/3 1996, ordinarie ledamot från 23/3 1996)
- Anita Johansson, s
- Eva Johansson, s
- Sören Lekberg, s
- Carina Moberg, s
- Pär Nuder, s
  - Cinnika Beiming (ersättare 19/7 1997–1997/98)
- Thage G. Peterson, s
  - Åsa Stenberg, s (statsrådsersättare för Ines Uusman 8/10 1994–9/10 1995, för Thage G. Peterson 10/10 1995–22/3 1996, för Ines Uusman 23/3 1996–30/9 1996, för Thage G. Peterson 1/10 1996–1997/98)
- Christina Pettersson, s
- Ola Rask, s
- Pierre Schori, s (statsråd 7/10 1994–1997/98)
  - Christina Axelsson, s (ersättare för Tommy Waidelich 10/1–9/10 1995, statsrådsersättare för Pierre Schori 10/10 1995–22/3 1996, för Björn von Sydow 23/3–30/9 1996, för Pierre Schori 1/10 1996-1997/98)
- Ingela Thalén, s (statsråd 7/10 1994–22/3 1996)
- Ines Uusmann, s (statsråd 7/10 1994–1997/98)
  - Björn Ericson, s (statsrådsersättare för Pierre Schori 8/10 1994–9/10 1995, för Ines Uusman 10/10 1995–22/3 1996, för Pierre Schori 23/3 1996–30/9 1996, för Ines Uusman 1/10 1995–1997/98)
- Tommy Waidelich, s (3/10 1994–9/10 1995, ledig 10/1–9/10 1995)
  - Björn von Sydow, s (statsrådsersättare för Ingvar Carlsson 8/10 1994–9/10 1995, ordinarie ledamot från 10/10 1995, statsråd från 22/3 1996)
  - Christer Erlandsson, s (statsrådsersättare för  Björn von Sydow 1/10 1997–1997/98)
- Christina Zedell, s (3/10 1994–30/9 1996)
  - Dag Ericson, s (statsrådsersättare för Thage G. Peterson 8/10 1994–9/10 1995, för Ingela Thalén 10/10 1995–22/3 1996, för Thage G. Peterson 23/3 1996–30/9 1996, ordinarie ledamot från 1/10 1996)
- Ulla Hoffmann, v
- Gudrun Schyman, v
  - Per Sundgren, v (ersättare 6/9–7/10 1997)

### 1998/99–2001/02
- Lennart Daléus, c[4]
- Carl B. Hamilton, fp (5/10 1998)[4]
  - Helena Bargholtz, fp (från 5 oktober 1998)
- Lars Leijonborg, fp[4]
- Karin Pilsäter, fp[4]
  - Camilla Dahlin-Andersson, fp (ersättare för Karin Pilsäter 13 oktober–31 december 1998)
    - Bijan Fahimi, fp (ersättare för Karin Pilsäter 22 november–28 december 1999)
      - Camilla Dahlin-Andersson, fp (ersättare för Karin Pilsäter 26 januari–27 februari 2002)
- Inger Davidson, kd[4]
- Amanda Grönlund, kd[4]
- Mats Odell, kd[4]
- Inger Strömbom, kd[4]
- Ingvar Svensson, kd[4]
- Knut Billing, m[4]
- Catharina Elmsäter-Svärd, m[4]
- Karin Enström, m[4]
- Catharina Hagen, m[4]
- Chris Heister, m[4]
- Gunnar Hökmark, m[4]
- Göran Lennmarker, m[4]
- Jerry Martinger, m[4] (1998/99–16/10 2001)
- Marietta de Pourbaix-Lundin, m[4]
- Fredrik Reinfeldt, m[4]
- Stig Rindborg, m[4]
- Lars Tobisson, m[4] (1998/99–31/12 2001)
- Henrik Westman, m[4]
- Gudrun Lindvall, mp[4]
- Lars Ångström, mp[4]
- Eva Arvidsson, s[4]
- Cinnika Beiming, s[4]
- Anita Johansson, s[4]
- Eva Johansson, s[4]
- Sören Lekberg, s[4]
- Carina Moberg, s[4]
- Pär Nuder, s[4] (ledig 5/10 1998–13/9 1999)
  - Yilmaz Kerimo, s (ersättare för Pär Nuder 5/10 1998–13/9 1999)
- Ola Rask, s[4]
- Björn von Sydow, s[4] (statsråd)
  - Christina Axelsson, s (ersättare för Björn von Sydow)
- Ingela Thalén, s[4] (statsråd 1/10 1999–2001/02)
- Tommy Waidelich, s[4]
  - Dag Ericson, s (ersättare 2/10 2000–31/5 2001)
- Ulla Hoffmann, v[4]
- Kenneth Kvist, v[4]
- Kalle Larsson, v[4]

### 2002/03–2005/06
- Kerstin Lundgren, c[5]
- Martin Andreasson, fp[5]
- Gunnar Andrén, fp[5]
- Helena Bargholtz, fp[5]
- Mia Franzén, fp[5]
- Carl B. Hamilton, fp[5]
  - Christina Berlin, fp (ersättare för Carl B. Hamilton 20/8–26/9 2004)
- Lars Leijonborg, fp[5]
- Nina Lundström, fp[5]
- Karin Pilsäter, fp[5]
  - Christina Berlin, fp (ersättare för Karin Pilsäter 20/11–31/12 2003 samt 26/11–28/12 2005)
- Inger Davidson, kd[5]
- Mats Odell, kd[5]
- Ingvar Svensson, kd[5]
- Ewa Björling, m[5]
- Catharina Elmsäter-Svärd, m[5]
- Hillevi Engström, m[5]
- Karin Enström, m[5]
- Chris Heister, m[5] (30/9–6/11 2002)
- Göran Lennmarker, m[5]
- Marietta de Pourbaix-Lundin, m[5]
- Fredrik Reinfeldt, m[5]
- Henrik Westman, m[5]
- Mikaela Valtersson, mp[5]
- Lars Ångström, mp[5]
- Eva Arvidsson, s[5]
- Christina Axelsson, s[5]
- Cinnika Beiming, s[5]
- Mikael Damberg, s[5]
- Anita Johansson, s[5]
- Yilmaz Kerimo, s[5]
- Carina Moberg, s[5]
- Pär Nuder, s[5]
  - Christer Erlandsson, s (ersättare för Pär Nuder 30/9 2002–16/9 2003)
- Ola Rask, s[5]
- Mona Sahlin, s[5] (statsråd)
  - Niclas Lindberg, s (ersättare för Mona Sahlin)
- Björn von Sydow, s[5] (talman under mandatperioden)
  - Mariam Osman Sherifay, s (ersättare för Björn von Sydow)
- Ingela Thalén, s[5] (2002/03–14/6 2004)
  - Jan Emanuel Johansson, s (ersättare för Ingela Thalén)
- Tommy Waidelich, s[5]
- Mats Einarsson, v[5]
- Gudrun Schyman, v[5] 2002/03–7/12 2004, - 8/12 2004–2005/06
- Sermin Özürküt, v[5]

### 2006/07–2009/10
- Lennart Levi, C[6]
- Per Lodenius, C[6]
- Kerstin Lundgren, C[6]
- Gunnar Andrén, FP[6]
- Lars Leijonborg, FP[6] (2006/07–17/6 2009; statsråd 6/10 2006–17/6 2009)
  - Mauricio Rojas, FP (statsrådsersättare 2006–11/10 2008)
    - Helena Bargholtz, FP (statsrådsersättare 12/10 2008–17/6 2009, därefter ledamot)
- Karin Pilsäter, FP[6] (statssekreterare från 3/2 2010)
  - Nina Lundström, FP (ersättare från 3/2 2010)
- Barbro Westerholm, FP[6]
- Inger Davidson, KD[6]
- Mats Odell, KD[6] (statsråd 6/10 2006–2009/10)
- Ingvar Svensson, KD[6]
- Anti Avsan, M[6]
- Ewa Björling, M[6]
- Maria Borelius, M[6]
- Catharina Elmsäter-Svärd, M[6]
- Hillevi Engström, M[6]
- Karin Enström, M[6]
- Mats Gerdau, M[6]
- Björn Hamilton, M[6]
- Isabella Jernbeck, M[6]
- Anna Kinberg Batra, M[6]
- Göran Lennmarker, M[6]
- Nils Oskar Nilsson, M[6]
- Göran Pettersson, M[6]
- Marietta de Pourbaix-Lundin, M[6]
- Fredrik Schulte, M[6]
- Karl Sigfrid, M[6]
- Rune Wikström, M[6]
- Mats Pertoft, MP[6]
- Esabelle Reshdouni, MP[6]
- Mikaela Valtersson, MP[6]
- Christina Axelsson, S[6]
- Mikael Damberg, S[6]
- Yilmaz Kerimo, S[6]
- Carina Moberg, S[6]
- Pär Nuder, S[6]
- Mona Sahlin, S[6]
- Björn von Sydow, S[6]
- Tommy Waidelich, S[6]
- Maryam Yazdanfar, S[6]
- Christina Zedell, S[6]
- Josefin Brink, V[6]
- Lars Ohly, V[6]

### 2010/11–2013/14
- Per Lodenius, C[7]
- Kerstin Lundgren, C[7]
- Jan Björklund, FP[7] (statsråd)
  - Erik Ullenhag, FP (ersättare för Jan Björklund 4–5/10 2010)
    - Gunnar Andrén, FP (ersättare för Jan Björklund 6/10 2010–2013/14)
      - Martin Andreasson, FP (ersättare för Gunnar Andrén 21/3–20/6 2012)
- Nina Lundström, FP[7]
- Nyamko Sabuni, FP[7] (statsråd 4/10 2010–22/1 2013)
  - Gunnar Andrén, FP (ersättare för Nyamko Sabuni 4–5/10 2010)
    - Anna Steele Karlström, FP (ersättare för Nyamko Sabuni 6/10 2010–22/1 2013)
      - Erik Ullenhag, FP (ledamot 22/1 2013–2013/14; statsråd)
        - Anna Steele, FP (ersättare för Erik Ullenhag 22/1 2013–2013/14)
- Emma Henriksson, KD[7]
- Mats Odell, KD[7] (statsråd 4–5/10 2010)
  - Jakob Forssmed, KD (ersättare för Mats Odell 4/10 2010)
    - Maria Fälth, KD (ersättare för Mats Odell 5/10 2010)
- Désirée Pethrus Engström, KD[7]
- Anti Avsan, M[7]
- Hanif Bali, M[7]
- Ewa Björling, M[7] (statsråd)
  - Rune Wikström, M (ersättare för Ewa Björling)
- Hillevi Engström, M[7] (statsråd 6/10 2010–2013/14)
  - Johnny Munkhammar, M (ersättare för Hillevi Engström)
- Karin Enström, M[7]
- Mats Gerdau, M[7]
- Isabella Jernbeck, M[7]
- Anna Kinberg Batra, M[7]
- Malin Löfsjögård, M[7]
- Göran Pettersson, M[7]
- Marietta de Pourbaix-Lundin, M[7]
- Eliza Roszkowska Öberg, M[7]
- Mikael Sandström, M[7]
  - Johnny Munkhammar, M (ersättare för Mikael Sandström 5/10 2010)
    - Metin Ataseven, M (ersättare för Mikael Sandström 6/10 2010–4/10 2011)
- Fredrik Schulte, M[7]
- Karl Sigfrid, M[7]
- Esabelle Dingizian, MP[7]
- Peter Eriksson, MP[7]
- Mikaela Valtersson, MP[7]
- Thomas Bodström, S[7] (4–18/10 2010)
  - Yilmaz Kerimo, S (19/10 2010–2013/14)
- Mikael Damberg, S[7]
- Carina Moberg, S[7]
- Ingela Nylund Watz, S[7]
- Björn von Sydow, S[7]
- Tommy Waidelich, S[7]
- Maryam Yazdanfar, S[7]
- Christina Zedell, S[7]
- Kent Ekeroth, SD[7]
- Björn Söder, SD[7]
- Amineh Kakabaveh, V[7]
- Lars Ohly, V[7]

### 2014/15–2017/18
- Per Lodenius, C[8]
- Kerstin Lundgren, C[8]
- Maria Arnholm, FP/L[8] (statsråd 29/9–3/10 2014)
  - Carl B. Hamilton, FP (ersättare för Maria Arnholm 29/9–3/10 2014)
- Jan Björklund, FP/L[8] (statsråd 29/9–3/10 2014)
  - Nina Lundström, FP (ersättare för Jan Björklund 29/9–3/10 2014)
- Barbro Westerholm, FP/L[8]
- Jakob Forssmed, KD[8]
- Robert Halef, KD[8]
- Emma Henriksson, KD[8]
- Erik Andersson, M[8]
- Anti Avsan, M[8]
- Hanif Bali, M[8]
- Ewa Björling, M[8] (29/9–15/10 2014)
  - Fredrik Schulte, M (från 16/10 2014)
- Ida Drougge, M[8]
  - Alexandra Anstrell, M (ersättare 1/8 2016–31/1 2017)
- Catharina Elmsäter-Svärd, M[8] (29/9–16/12 2014)
  - Isabella Hökmark, M (från 17/12 2014)
- Hillevi Engström, M[8] (4/10 2014–19/1 2015)
  - Alexandra Anstrell, M (ersättare 29/9–3/10 2014)
    - Erik Ottoson, M (från 20/1 2015)
- Karin Enström, M[8]
- Sofia Fölster, M[8]
- Anna Kinberg Batra, M[8]
- Göran Pettersson, M[8]
- Maria Stockhaus, M[8]
- Niklas Wykman, M[8]
- Esabelle Dingizian, MP[8]
- Annika Hirvonen, MP[8]
  - Mats Pertoft, MP (ersättare för Annika Hirvonen Falk 19/10 2017–30/4 2018)
- Carl Schlyter, MP[8]
- Magdalena Andersson, S[8] (statsråd från 3/10 2014)
  - Serkan Köse, S (ersättare för Magdalena Andersson 3/10 2014–31/3 2017)
    - Anders Lönnberg, S (ersättare för Magdalena Andersson 1/4–31/8 2017)
      - Serkan Köse, S (ersättare för Magdalena Andersson från 1/9 2017)
- Ibrahim Baylan, S[8] (statsråd från 3/10 2014)
  - Agneta Karlsson, S (ersättare för Ibrahim Baylan 3–13/10 2014)
    - Mathias Tegnér, S (ersättare för Ibrahim Baylan 14/10 2014–31/10 2015)
      - Anna Vikström, S (ersättare för Ibrahim Baylan 1/11 2015–30/4 2016)
        - Mathias Tegnér, S (ersättare för Ibrahim Baylan från 1/5 2016)
- Mikael Damberg, S[8] (statsråd från 3/10 2014)
  - Azadeh Rojhan Gustafsson, S (ersättare för Mikael Damberg 3/10 2014–9/8 2016)
    - Anna Vikström, S (ersättare för Mikael Damberg 10/8 2016–1/4 2017)
      - Azadeh Rojhan Gustafsson, S (ersättare för Mikael Damberg från 2/4 2017)
- Yilmaz Kerimo, S[8]
- Ingela Nylund Watz, S[8]
- Leif Nysmed, S[8]
  - Faradj Koliev, S (ersättare för Leif Nysmed 9/1–30/6 2017)
- Björn von Sydow, S[8]
- Alexandra Völker, S[8]
- Åsa Westlund, S[8]
  - Anders Lönnberg, S (ersättare för Åsa Westlund 1/11 2015–30/4 2016)
- Roger Hedlund, SD[8]
- Carina Herrstedt, SD[8]
- Julia Kronlid, SD[8]
  - Heidi Karlsson, SD (ersättare för Julia Kronlid 21/3–14/5 2017)
- Björn Söder, SD[8]
- Nooshi Dadgostar, V[8]
- Ali Esbati, V[8]

### 2018/19–2021/22
- Alireza Akhondi, C[9]
- Per Lodenius, C[9] (2018/19–1/10 2021)
  - Aphram Melki, C (från 1/10 2021)
- Kerstin Lundgren, C[9]
- Camilla Brodin, KD[9]
- Jakob Forssmed, KD[9]
  - Marcus Jonsson, KD (ersättare för Jakob Forssmed 14/1–20/2 2020)
- Robert Halef, KD[9]
- Maria Arnholm, L[9] (2018/19–31/1 2020)
  - Malin Danielsson, L (från 1/2 2020)
- Jan Björklund, L[9] (2018/19–1/11 2019)
  - Nina Lundström, L (från 1/11 2019)
- Barbro Westerholm, L[9]
- Erik Andersson, M[9] (24/9–11/11 2018)
  - Magdalena Schröder, M (från 12/11 2018)
    - Richard Herrey, M (ersättare för Magdalena Schröder 10/12 2021–22/3 2022)
      - Jasmin Farid, M (ersättare för Magdalena Schröder 23/3–1/8 2022)
- Alexandra Anstrell, M[9]
- Hanif Bali, M[9]
- Ida Drougge, M[9]
  - Fredrik Schulte, M (ersättare för Ida Drougge 11/2–1/7 2019)
    - Richard Herrey, M (ersättare för Ida Drougge 2/7–9/9 2019)
- Karin Enström, M[9]
- Kjell Jansson, M[9]
- Josefin Malmqvist, M[9]
- Erik Ottoson, M[9]
  - Richard Herrey, M (ersättare för Erik Ottoson 8/12 2020–31/1 2021)
- Maria Stockhaus, M[9]
- Tomas Tobé, M[9] (24/9 2018–1/7 2019)
  - Fredrik Schulte, M (2/7 2019–23/3 2022)
    - Richard Herrey, M (från 23/3 2022)
- Niklas Wykman, M[9]
- Alice Bah Kuhnke, MP[9] (24/9 2018–18/6 2019; statsråd 24/9 2018–21/1 2019)
  - Annika Hirvonen Falk, MP (ersättare för Alice Bah Kuhnke 24/9 2018–21/1 2019; ledamot från 19/6 2019)
- Gustav Fridolin, MP[9] (2018/19–30/9 2019; statsråd 24/9 2018–21/1 2019)
  - Amanda Palmstierna, MP (ersättare för Gustav Fridolin 24/9 2018–21/1 2019; ledamot från 1/10 2019)
- Karolina Skog, MP[9] (ledamot 2018/19–11/1 2022; statsråd 24/9 2018–21/1 2019)
  - Annica Hjerling, MP (ersättare för Karolina Skog 24/9 2018–21/1 2019)
    - Martin Marmgren, MP (från 11/1 2022)
- Magdalena Andersson, S[9] (statsråd 2018/19–30/11 2021, därefter statsminister)
  - Anna Vikström, S (ersättare för Magdalena Andersson 2018/19–31/7 2020)
    - Azadeh Rojhan Gustafsson, S (ersättare för Magdalena Andersson 1/8 2020–28/6 2022)
      - Markus Selin, S (ersättare för Magdalena Andersson från 28/6 2022)
- Ibrahim Baylan, S[9] (2018/19–28/6 2022; statsråd 2018/19–30/11 2021)
  - Markus Selin, S (ersättare för Ibrahim Baylan 24/9 2018–21/1 2019)
    - Azadeh Rojhan Gustafsson, S (ersättare för Ibrahim Baylan 21–31/1 2019)
      - Markus Selin, S (ersättare för Ibrahim Baylan 2/1–31/7 2020)
        - Abraham Halef, S (ersättare för Ibrahim Baylan 1/8 2020–31/5 2021)
          - Solange Olame Bayibsa, S (ersättare för Ibrahim Baylan 1/6–30/11 2021)
            - Azadeh Rojhan Gustafsson, S (från 28/6 2022)
- Mikael Damberg, S[9] (statsråd)
  - Anders Lönnberg, S (ersättare för Mikael Damberg 24/9 2018–31/1 2019)
    - Azadeh Rojhan Gustafsson, S (ersättare för Mikael Damberg 1/2–31/7 2020)
      - Markus Selin, S (ersättare för Mikael Damberg 1/8 2020–28/6 2022)
        - Abraham Halef, S (ersättare för Mikael Damberg från 28/6 2022)
- Helene Hellmark Knutsson, S[9] (2018/19–31/7 2020; statsråd 24/9 2018–21/1 2019)
  - Azadeh Rojhan Gustafsson, S (ersättare för Helene Hellmark Knutsson 24/9 2018–21/1 2019)
    - Anna Vikström, S (från 1/8 2020)
- Serkan Köse, S[9]
- Ingela Nylund Watz, S[9]
- Leif Nysmed, S[9]
- Mathias Tegnér, S[9]
  - Solange Olame Bayibsa, S (ersättare för Mathias Tegnér 1/12 2020–31/5 2021)
    - Daniel Färm, S (ersättare för Mathias Tegnér 10–31/5 2021)
- Alexandra Völker, S[9]
  - Marie Axelsson, S (ersättare för Alexandra Völker 15/10 2018–21/1 2019)
    - Markus Selin, S (ersättare för Alexandra Völker 21–31/1 2019)
      - Marie Axelsson, S (ersättare för Alexandra Völker 1/2 2019–31/5 2021)
        - Solange Olame Bayibsa, S (ersättare för Alexandra Völker 1/6–29/11 2021)
          - Abraham Halef, S (ersättare för Alexandra Völker 30/11 2021–6/2 2022)
- Åsa Westlund, S[9]
- Ludvig Aspling, SD[9]
  - Katarina Olofsson, SD (ersättare för Ludvig Aspling 28/5–27/6 2019)
- Bo Broman, SD[9]
- Martin Kinnunen, SD[9]
- Julia Kronlid, SD[9]
- Fredrik Lindahl, SD[9]
- Robert Stenkvist, SD[9]
- Mikael Strandman, SD[9]
- Lorena Delgado Varas, V[9]
- Ida Gabrielsson, V[9]
- Amineh Kakabaveh, V[9] 2018/19–11/9 2019, partilös från 11/9 2019

### 2022/23–2025/26
- Alireza Akhondi, C[10]
- Anna Lasses, C[10]
- Kerstin Lundgren, C[10]
- Christian Carlsson, KD[10]
- Jakob Forssmed, KD[10]
- Gulan Avci, L[10]
- Fredrik Malm, L[10]
- Anna Starbrink, L[10]
- Alexandra Anstrell, M[10]
- Tobias Billström, M[10]
- Ida Drougge, M[10]
- Karin Enström, M[10]
- Kjell Jansson, M[10]
- Josefin Malmqvist, M[10]
- Erik Ottoson, M[10]
- Magdalena Schröder, M[10]
- Maria Stockhaus, M[10]
- Niklas Wykman, M[10]
- Annika Hirvonen, MP[10]
- Amanda Lind, MP[10]
- Märta Stenevi, MP[10]
- Magdalena Andersson, S[10]
- Mikael Damberg, S[10]
- Serkan Köse, S[10]
- Ingela Nylund Watz, S[10]
- Leif Nysmed, S[10]
- Azadeh Rojhan, S[10]
- Markus Selin, S[10]
- Mathias Tegnér, S[10]
- Anna Vikström, S[10]
- Alexandra Völker, S[10]
- Åsa Westlund, S[10]
- Mats Arkhem, SD[10]
- Ludvig Aspling, SD[10]
- Martin Kinnunen, SD[10]
- Julia Kronlid, SD[10]
- Fredrik Lindahl, SD[10]
- Robert Stenkvist, SD[10]
- Beatrice Timgren, SD[10]
- Leonid Yurkovskiy, SD[10]
- Andrea Andersson Tay, V[10]
- Nooshi Dadgostar, V[10]
- Daniel Riazat, V[10]

## Första kammaren
Stockholms läns valkrets inrättades efter representationsreformen 1866 som en valkrets vid val till första kammaren och var därefter en egen valkrets i förstakammarvalen fram till 1921, då länet i stället ingick i Stockholms läns och Uppsala läns valkrets. Antalet mandat var från början fyra, men ökade till fem år 1888 och sex 1917. I september 1910 hölls för första gången val med den proportionella valmetoden.

### Riksdagsledamöter i första kammaren

#### 1867–1910 (successivt förnyade mandat)
- Ludvig Teodor Almqvist (1867–1869)
  - Wilhelm Stråle (1870–1896)
    - Fredrik Östberg, prot 1897–1909, fh 1910 (1897–1910)
- Anders Cederström (1867–1875)
  - Gustaf Åkerhielm, prot 1888–1893 (1876–1893)
    - Erik Gustaf Boström, prot (1894–21/2 1907)
      - August Pettersson, prot 1907–1909, fh 1910 (3/4 1907–1910)
- Axel Odelberg, kons 1867 (1867–1883)
  - Joachim Beck-Friis d.ä. (21/3–31/12 1884)
    - Wilhelm Odelberg, prot 1888–1909, fh 1910 (1885–1910)
- Ludvig af Ugglas, min 1867 (1867–23/3 1880)
  - Johan Lundin, prot 1888-1895 (3/5 1880–2/3 1895)
    - Gustaf Åkerhielm (18/4 1895–2/4 1900)
      - Joachim Beck-Friis d.y., prot 1900–1909, fh 1910 (7/5 1900–1910)
- Gustaf Ekdahl, prot (1888–första urtima riksdagen 1905)
  - John Bernström (andra urtima riksdagen 1905–1908)
    - Gustaf Lagerbjelke, mod 1909, fh 1910 (1909–1910)

#### 1911
- Joachim Beck-Friis d.y., fh
- Gustaf Lagerbjelke, fh
- Fredrik Östberg, fh
- Ernst Beckman, lib s
- Gustaf Steffen, s

#### 1912–1916
- Joachim Beck-Friis d.y., n
- Gustaf Lagerbjelke, n
- Fredrik Östberg, n
- Ernst Beckman (1912–12 april 1913), lib s
  - William Montgomery (2 maj 1913–1916), lib s
- Gustaf Steffen, s 1912–1915, vilde 1916

#### 1917–lagtima riksdagen 1919
- Theodor Borell, n
- Fredrik Fant, n
- Gustaf Lagerbjelke, n
- Emil Vasseur, n
- Jacob Larsson, lib s
- Ernst Söderberg, s

#### Urtima riksdagen 1919–1921
- Theodor Borell, n
- Gustaf Lagerbjelke, n
- Alfred Petersson (1919–11 oktober 1920; avliden), lib s
  - Arvid Erikson (1921), lib s
- Helge Bäckström, s
- Adolf Molin (1919), s
  - Adolf Berge (10 januari 1920–1921), s
- Gustav Möller, s

## Andra kammaren
När de första valen till tvåkammarriksdagen hölls 1866 var Stockholms län indelat i ett stort antal valkretsar, städerna för sig och landsbygden för sig. Städerna bildade gemensamt Södertälje, Norrtälje, Vaxholms, Öregrunds, Östhammars och Sigtuna valkrets i valen 1866–1875. Valkretsen utvidgades 1878 med Enköping till Enköpings, Södertälje, Norrtälje, Vaxholms, Öregrunds, Östhammars och Sigtuna valkrets, men från och med extravalet 1887 återställdes den tidigare valkretsen genom att Enköping flyttades till Nyköpings, Torshälla, Mariefreds, Trosa och Enköpings valkrets. Inför valet 1908 bröts Södertälje ut till Södertälje valkrets medan länets övriga städer bildade Vaxholms, Norrtälje, Östhammars, Öregrunds och Sigtuna valkrets.
Stockholms läns landsbygd var från 1866 indelad i fem valkretsar, en för varje domsaga: Norra Roslags domsagas valkrets (i valen 1866–1869 kallad Frösåkers, Närdinghundra, Väddö och Häverö domsagas valkrets), Mellersta Roslags domsagas valkrets (i valen 1866–1869 kallad Sjuhundra, Lyhundra, Frötuna och Länna samt Bro och Vätö domsagas valkrets), Södra Roslags domsagas valkrets (i valen 1866–1869 kallad Färentuna, Sollentuna, Danderyds, Åkers och Värmdö domsagas valkrets), Stockholms läns västra domsagas valkrets (i valen 1866–1869 kallad Ärlinghundra, Seminghundra, Långhundra och Vallentuna domsagas valkrets) samt Södertörns domsagas valkrets. Vid 1908 års val delades Södra Roslagens domsagas valkrets upp i Färentuna och Sollentuna häraders valkrets och Danderyds, Åkers och Värmdö skeppslags valkrets, medan Södertörns valkrets ersattes av Svartlösa härads valkrets och Sotholms och Öknebo häraders valkrets.
Vid övergången till proportionellt valsystem i valet 1911 avskaffades samtliga äldre valkretsar och ersattes av Stockholms läns norra valkrets (med tre mandat) och Stockholms läns södra valkrets (med sex mandat). Från och med valet 1921 var Stockholms läns valkrets en enda valkrets vid andrakammarvalen. Antalet mandat var nio i valet 1921 och ökade sedan till tio 1924, elva 1944, tolv 1948, tretton 1956, fjorton 1960, sexton 1964 och nitton 1968. Vid valet 1968 var valkretsens formella beteckning Stockholms läns landstingskommuns valkrets.

### Riksdagsledamöter i andra kammaren

#### 1922–1924
- Axel Sundling, lmb
- Erik Åkerlund, lmb
- Jakob Pettersson, lib s 1922–1923, lib 1924
- Allan Andersson, s
- Martin Andersson, s
- Johan Karlsson, s
- Verner Karlsson, s
- Per Henning Sjöblom, s
- Karl Johan Söderberg, s

#### 1925–1928
- Erik Bernström, lmb
- Birger Christenson, lmb
- Harald Laurin, bf
- Gustav Mosesson, fris
- Einar Ahl, s
- Martin Andersson, s
- Johan Karlsson (1925–1926), s
  - Christina Ekberg (1927–1928), s
- Verner Karlsson, s
- Per Henning Sjöblom (1925–23 mars 1926), s
  - Allan Andersson (7 april 1926–1928), s
- Karl Johan Söderberg, s

#### 1929–1932
- Birger Christenson, lmb
- Erik Eurén, lmb
- Ragnar Lundqvist, lmb
- Harald Laurin, bf
- Gustav Mosesson, fris
- Einar Ahl, s
- Allan Andersson, s
- Martin Andersson, s
- Wilhelm Källman, s
- Nils Flyg, k (Kilbom)

#### 1933–1936
- Ragnar Lundqvist, lmb 1933–1934, h 1935–1936
- Edvard Thorell, lmb 1933–1934, h 1935–1936
- Otto Wallén, bf
- Gustav Mosesson (1933), fris
  - Vira Eklund (1934–1936), fris 1934, fp 1935–1936
- Einar Ahl (1933–1935), s
  - Johannes Back (1936), s
- Allan Andersson, s
- Martin Andersson, s
- Eskil Eriksson, s
- Henning Leo, s
- Nils Flyg, k (Kilbom)/sp

#### 1937–1940
- Ragnar Lundqvist (1937–1939), h
  - Emanuel Birke (18 januari–31 december 1940), h
- Edvard Thorell, h
- Otto Wallén, bf
- Gustav Mosesson, fp
- Allan Andersson, s
- Martin Andersson, s
- Eskil Eriksson, s
- Henning Leo, s
- Adolf Wallentheim, s
- Nils Flyg, sp

#### 1941–1944
- Edvard Thorell, h
- Otto Wallén, bf
- Gustav Mosesson, fp
- Emanuel Birke, h
- Allan Andersson, s
- Martin Andersson, s
- Eskil Eriksson, s
- Sven Hedqvist, s
- Arthur Sköldin, s
- Adolf Wallentheim, s

#### 1945–1948
- Emanuel Birke, h
- Edvard Thorell, h
- David Boman, bf
- Gustav Mosesson, fp
- Allan Andersson, s
- Eskil Eriksson, s
- Sven Hedqvist, s
- Gunnel Olsson, s
- Arthur Sköldin, s
- Adolf Wallentheim, s
- Erik Karlsson, k

#### 1949–1952
- Emanuel Birke, h
- David Boman, bf
- Yngve Häckner, fp
- Gustav Mosesson (1949–30 september 1951), fp
  - Margit Wohlin (1 oktober 1951–1952), fp
- Margit Vinge, fp
- Hjalmar Åhman, fp
- Allan Andersson, s
- Eskil Eriksson, s
- Sven Hedqvist, s
- Arthur Sköldin, s
- Adolf Wallentheim, s
- Erik Karlsson, k

#### 1953–1956
- Emanuel Birke (1953–1955), h
  - Lennart Stiernstedt (1956), h
- Jarl Hjalmarson, h
- Gunnar Helén, fp
- Samuel Norrby (1953–28 november 1955; avliden), fp
  - Curt Angur (15 december 1955–1956), fp
- Margit Vinge, fp
- Hjalmar Åhman, fp
- Eskil Eriksson, s
- Sven Hedqvist, s
- Carl-Erik Johansson, s
- Gunnel Olsson, s
- Arthur Sköldin, s
- Adolf Wallentheim (1 januari–22 augusti 1953; avliden), s
  - Anna-Lisa Lewén-Eliasson (8 september 1953–1956), s

#### 1957–vårsessionen 1958
- Jarl Hjalmarson, h
- Ulla Lidman-Frostenson, h
- Lennart Stiernstedt, h
- Gunnar Helén, fp
- Augustinus Keijer, fp
- Margit Vinge, fp
- Hjalmar Åhman, fp
- Eskil Eriksson (1 januari–21 oktober 1957; avliden), s
  - Anna-Lisa Lewén-Eliasson (14 november 1957–1958), s
- Sven Hedqvist, s
- Carl-Erik Johansson, s
- Gunnel Olsson, s
- Arthur Sköldin, s
- Erik Karlsson, k

#### Höstsessionen 1958–1960
- Jarl Hjalmarson, h
- Ulla Lidman-Frostenson, h
- Lennart Stiernstedt, h
- Erik Grebäck, c
- Gunnar Helén, fp
- Margit Vinge, fp
- Hjalmar Åhman (1958–18 maj 1960; avliden), fp
  - Ingvar Lidskog (2 juni–31 december 1960), fp
- Sven Hedqvist, s
- Carl-Erik Johansson, s
- Anna-Lisa Lewén-Eliasson, s
- Essen Lindahl, s
- Gunnel Olsson, s
- Arthur Sköldin, s

#### 1961–1964
- Jarl Hjalmarson (1961), h
  - Bengt Bengtson (1962–1964), h
- Ulla Lidman-Frostenson (1961–10 juli 1962; avliden), h
  - Alf Wennerfors (12 september 1962–1964), h
- Lennart Stiernstedt, h
- Erik Grebäck, c
- Gunnar Helén, fp
- Augustinus Keijer, fp
- Cecilia Nettelbrandt, fp
- Carl-Erik Johansson, s
- Anna-Lisa Lewén-Eliasson, s
- Essen Lindahl, s
- Bror Nyström, s
- Gunnel Olsson, s
- Arthur Sköldin (1961–6 december 1964; avliden), s
  - Lars Gustafsson (17–31 december 1964), s
- Folke Trana, s

#### 1965–1968
- Bengt Bengtson, h
- Alf Wennerfors, h
- Lennart Stiernstedt (1 januari–30 september 1965), h
  - Allan Åkerlind (1 oktober 1965–1968), h
- Erik Grebäck, c
- Gunnar Helén (1965–1966), fp
  - Sören Norrby (1967–1968), fp
- Augustinus Keijer, fp
- Ingemar Mundebo, fp
- Cecilia Nettelbrandt, fp
- Ingvar Carlsson, s
- Carl-Erik Johansson, s
- Anna-Lisa Lewén-Eliasson, s
- Essen Lindahl, s
- Bror Nyström, s
- Gunnel Olsson, s
- Folke Trana, s
- Erik Karlsson, k

#### 1969–1970
- Staffan Burenstam Linder, m
- Britt Mogård, m
- Alf Wennerfors, m
- Allan Åkerlind, m
- Erik Grebäck, c
- Per Olof Sundman, c
- Ingemar Mundebo, fp
- Cecilia Nettelbrandt, fp
- Gabriel Romanus, fp
- Karl-Erik Strömberg, fp
- Lennart Andersson, s
- Lilly Bergander, s
- Ingvar Carlsson, s
- Lars Gustafsson, s
- Anna-Lisa Lewén-Eliasson, s
- Essen Lindahl, s
- Ivar Nordberg, s
- Bror Nyström, s
- Folke Trana, s